# Reichl Kálmán
Reichl Kálmán, teljes nevén Reichl Kálmán Béla László (Budapest, 1879. április 4. – Budapest, 1926. november 21.) magyar építész, festő.

## Életpályája
Szülei: Reichl Károly és Seelig Mária voltak. Építészeti tanulmányait a budapesti műegyetemen végezte el. Festeni Nagybányán Hollósy Simonnál tanult. A fővárosi iparrajziskolában az építészettan és a vízfestés tanára volt. 1900-tól volt kiállító festőművész. 1901-ben diplomázott. 1910–1912 között a bp.-i Cukor utcai iskola (ma: ELTE Apáczai Csere János Gyakorló Gimnázium és Kollégium) és a Kiscelli úti iskola (ma: AKG Általános Iskola) építésze volt. 1912–1914 között a kelenföldi elektromos központ (ma: Kelenföldi Erőmű) építészeként dolgozott.
Sírja a Fiumei úti sírkertben található (39-1-44).

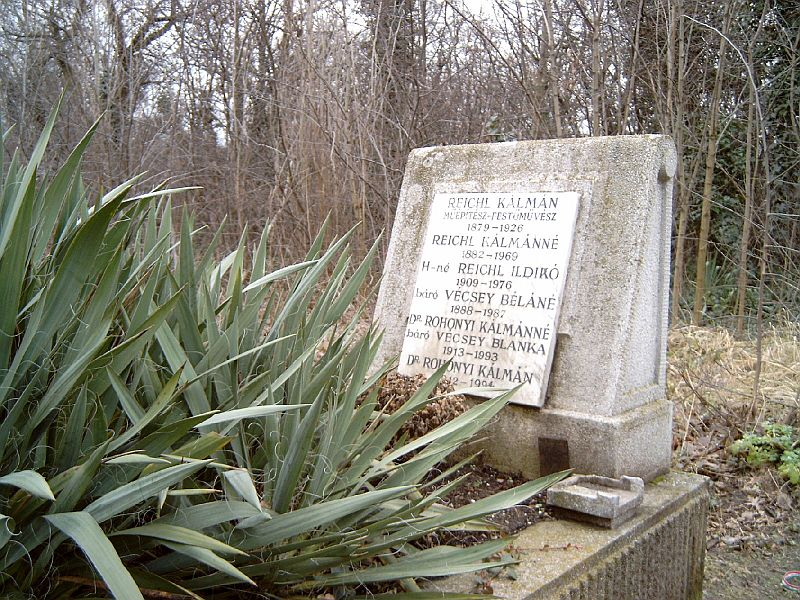
Reichl Kálmán építész, festő és családjának sírja Budapesten. Kerepesi temető: 39-1-44

## Magánélete
1904. november 12-én Budapesten, a Terézvárosban házasságot kötött Wendauer Arankával (1882–1969).

## Ismert épületei
- 1906–1908: Reichl-villa, 1015 Budapest, Hunfalvy u. 11.[6][7]
- 1909–1910: Lakóházcsoport, 1015 Budapest, Szabó Ilonka u. 8.[6][8]
- 1909–1910: Lakóházcsoport, 1015 Budapest, Szabó Ilonka u. 10.[9]
- 1909–1910: Lakóházcsoport, 1015 Budapest, Szabó Ilonka u. 12-14.[10]
- 1911–1912: Elemi iskola (ma: AKG Általános Iskola), 1032 Budapest, Kiscelli u. 78-82.[6][11]
- 1911–1913: Elemi iskola (ma: ELTE Apáczai Csere János Gyakorló Gimnázium és Kollégium), 1053 Budapest, Papnövelde utca 4-6.[6][12]
- 1911–1914: az Óbudai Gázgyár épületei és tisztviselői telepe, 1033 Budapest, Jégtörő u.[6][13]
- 1912–1926: Kelenföldi elektromos központ (ma: Kelenföldi Erőmű), 1117 Budapest, Hengermalom út 60.[14] (a munkálatokat Reichl 1926-os halála után Borbiró Virgil fejezte be)[6]
- 1914–1915: Elemi iskola (ma: Vajda Péter Ének-zenei Általános és Sportiskola), 1089 Budapest, Vajda Péter u. 25-31. (Lechner Ödön [1845–1914] halála után Reichl fejezte be az épületet)[6] – az építkezést az első világháború idején leállították, majd azt követően folytatták. Az iskola végül csak 1924-re készült el.[15]
- 1916–1922: több kisebb épület és épületbővítés A Budapesti Általános Villamossági Rt. áramfejlesztő telepén, 1133 Budapest, Hegedűs Gyula utca 83-87.[16]
- 1926–1927: tűzőrség és Merlin színház, 1052 Budapest, Gerlóczy utca 4. (a munkálatokat Reichl 1926-os halála után Borbiró Virgil fejezte be)[17]
- ?: Magyar Királyi Kertészeti Tanintézet, Budapest
- ?: elemi iskola, Ráckanizsa[18]
- ?: polgári iskola, Brád[18]
- ?: elemi iskola, Hercegfalva[18]
- ?: elemi iskola, Szolnok[18]
- ?: polgári iskola, Szolnok[18]

### Egyéb (meg nem valósult) pályázatai
- 1907: Erzsébetvárosi törvényszéki palota, Budapest (Löllbach Kálmánnal, III. díj)[19]
- 1907: Batthyány örökmécses, Budapest[6]
- 1908: törvényszék és fogház, Zombor (Löllbach Kálmánnal)[20]
- 1913: Kálvin tér rendezése, Budapest[6]
- 1915: Székesfővárosi krematórium, Budapest[21]

## Képtár

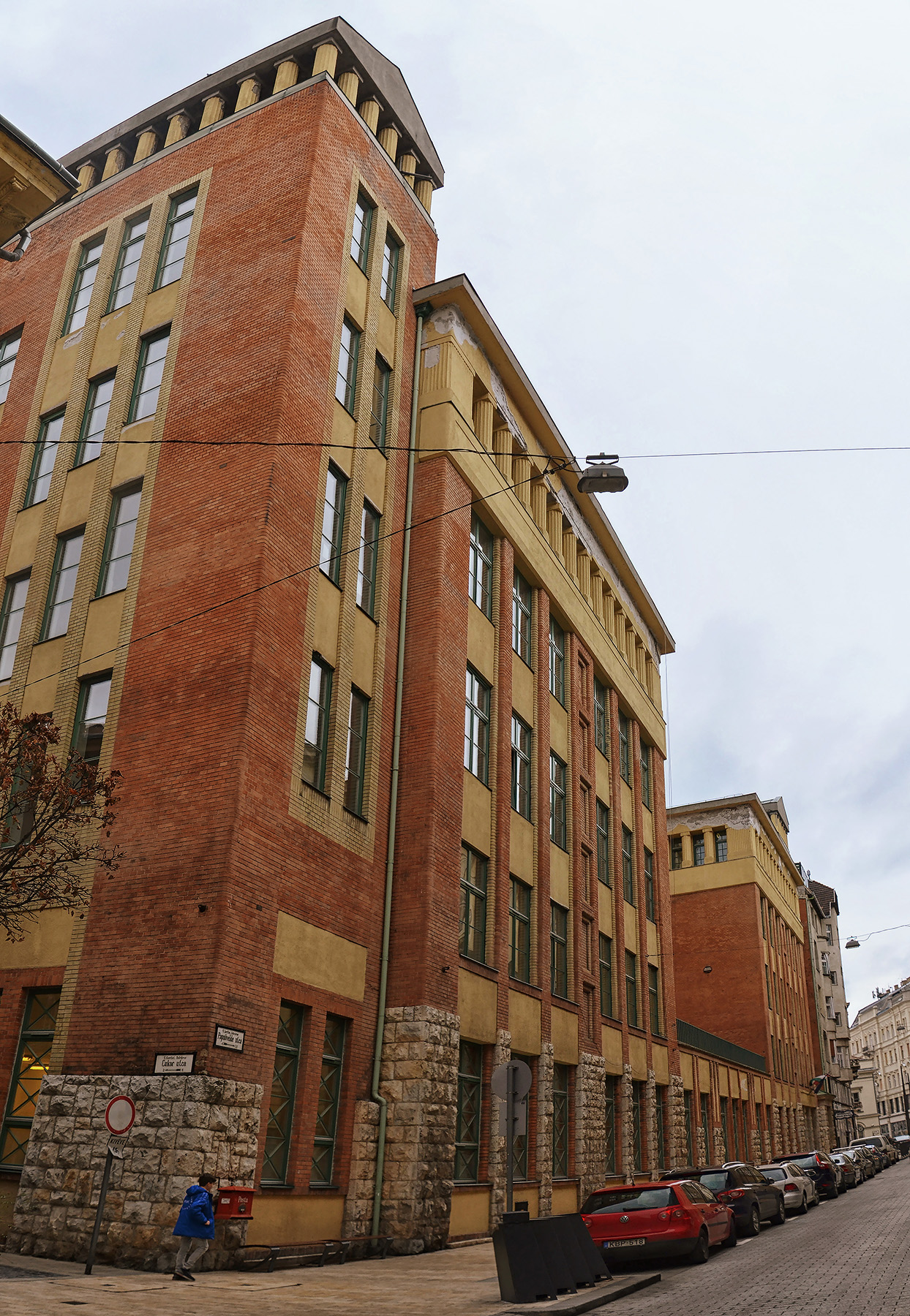
Apáczai Csere János Gimnázium (Papnövelde utcai homlokzat)
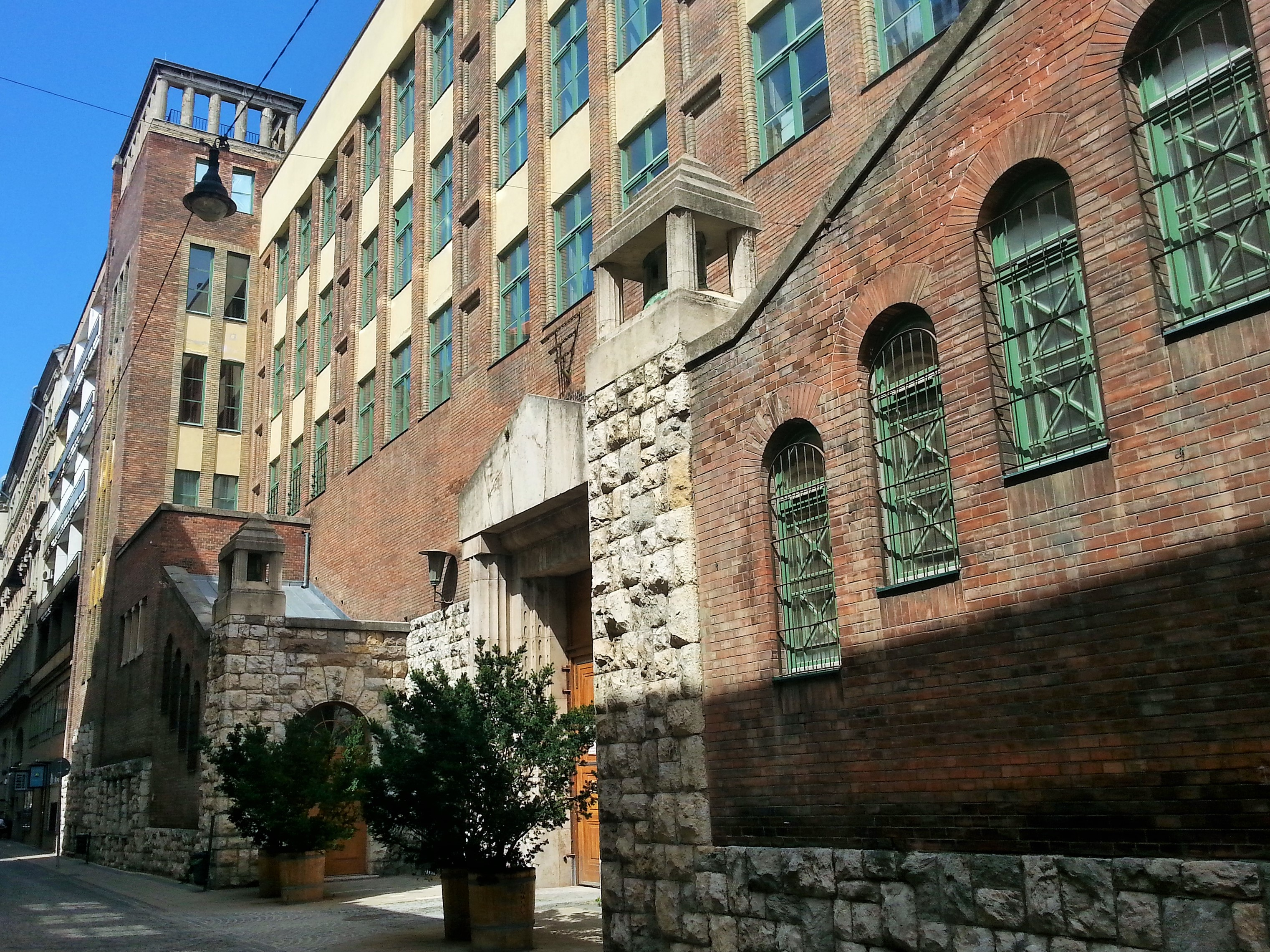
Apáczai Csere János Gimnázium (Cukor utcai homlokzat)
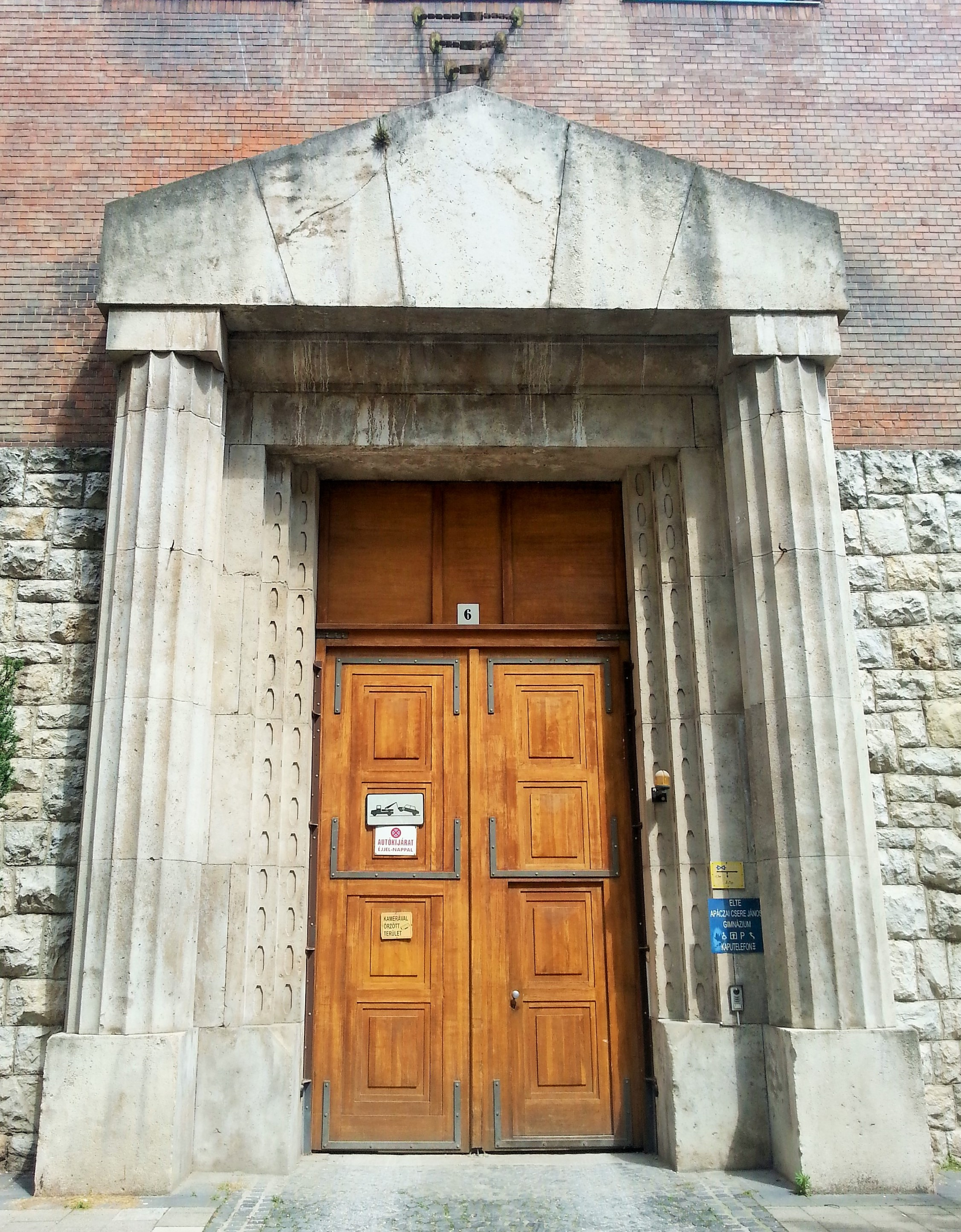
Apáczai Csere János Gimnázium (részlet)
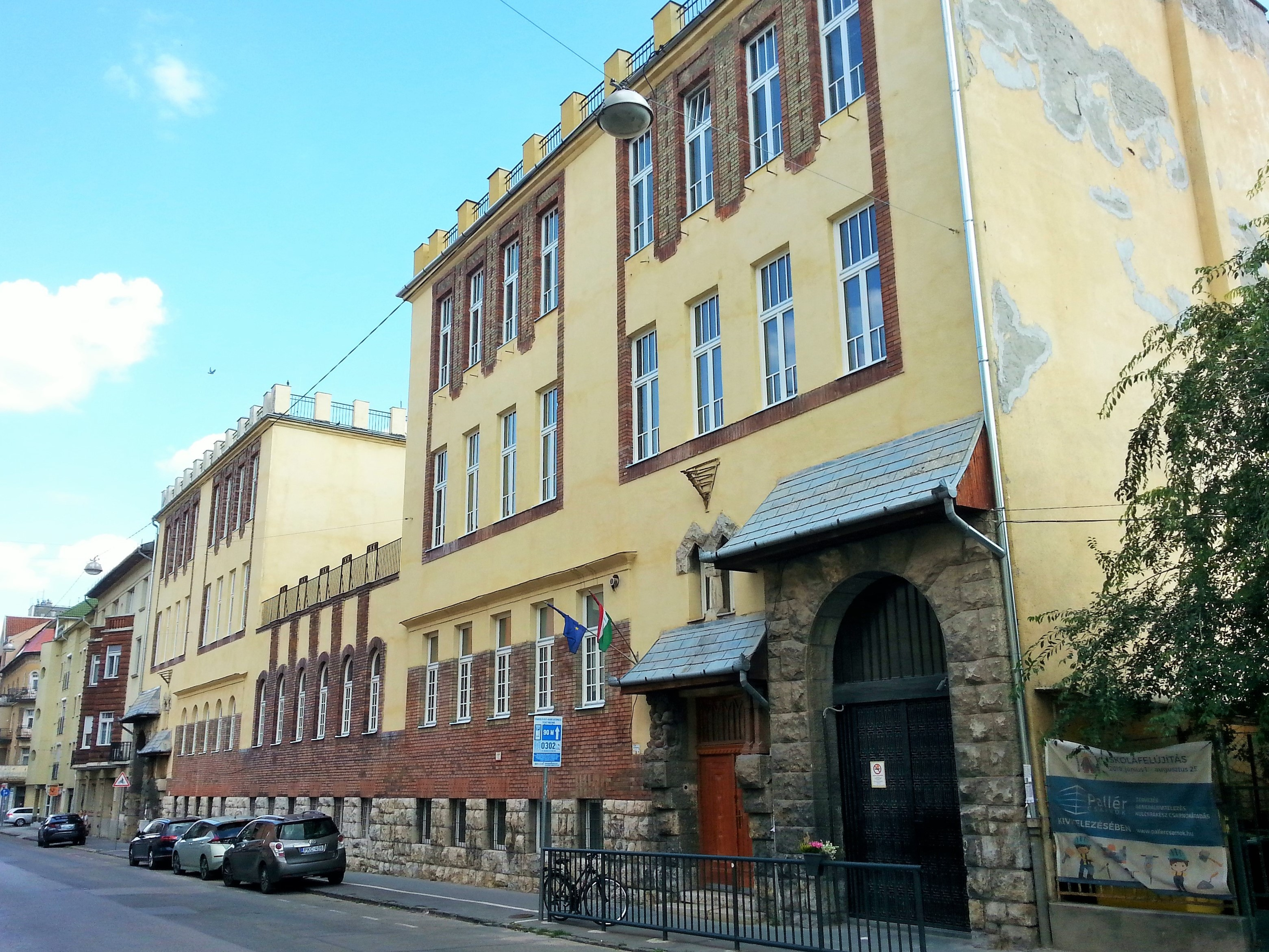
Kiscelli utcai iskolaépület
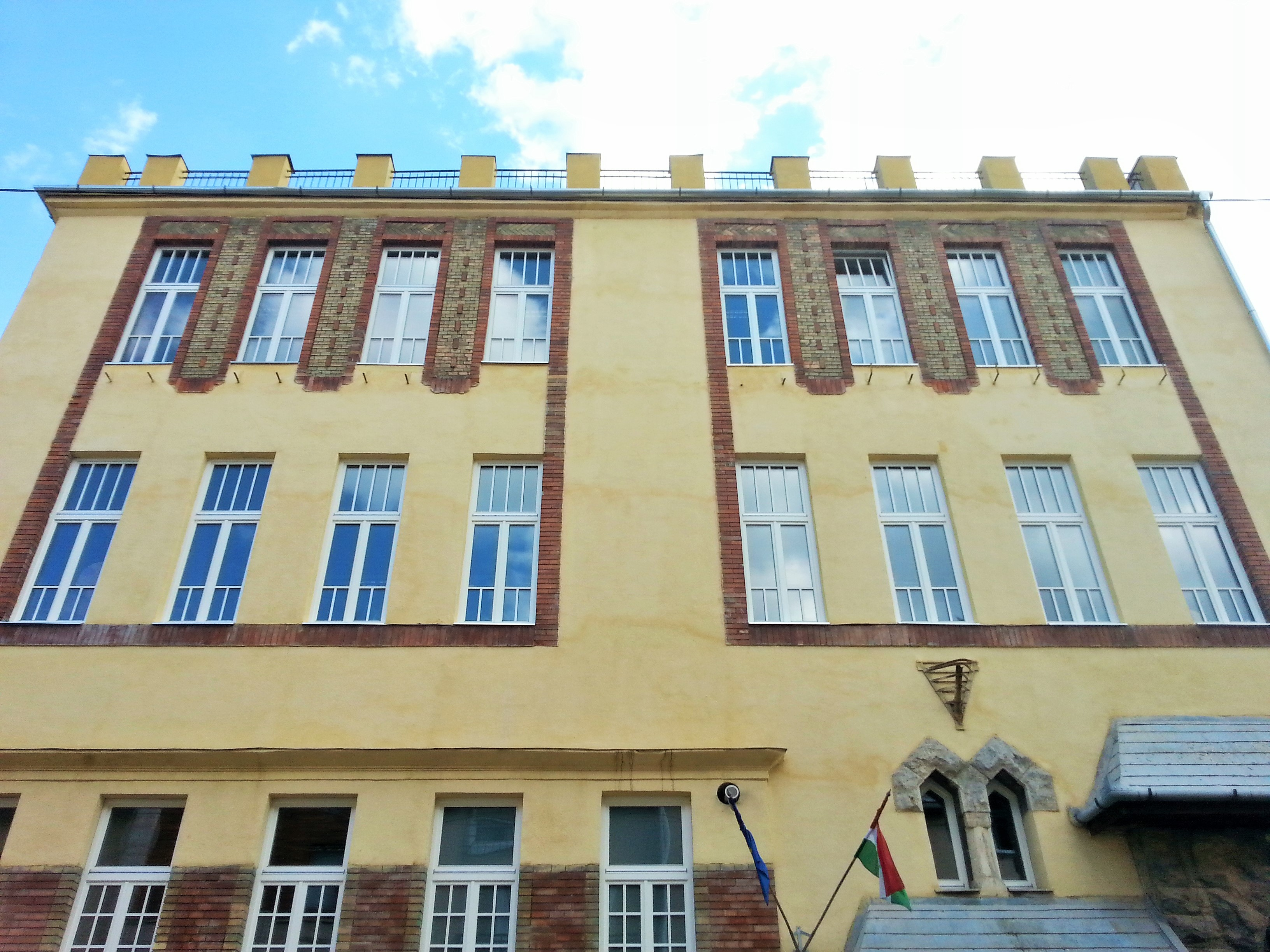
Kiscelli utcai iskolaépület (részlet)
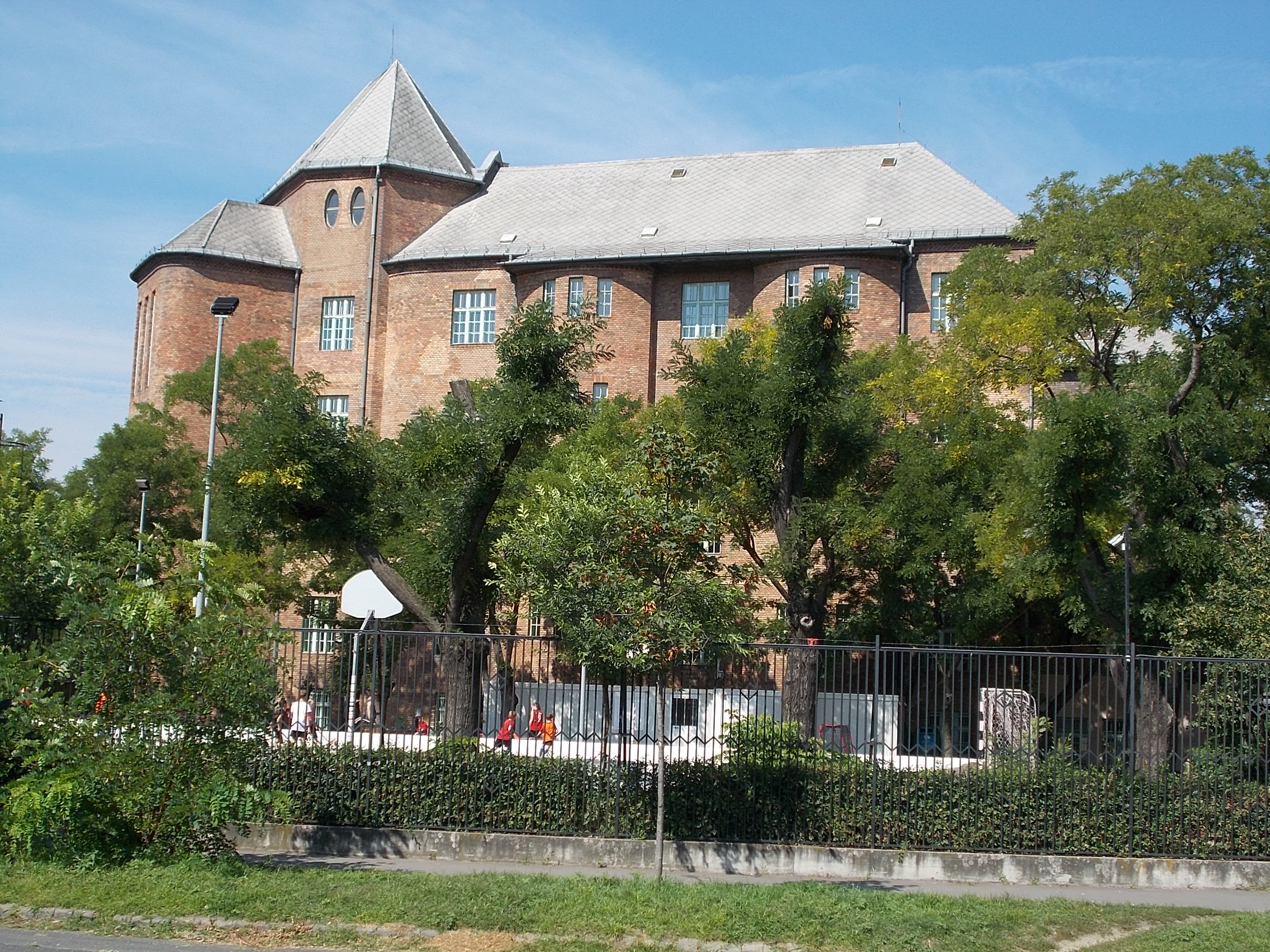
Vajda Péter utcai iskola
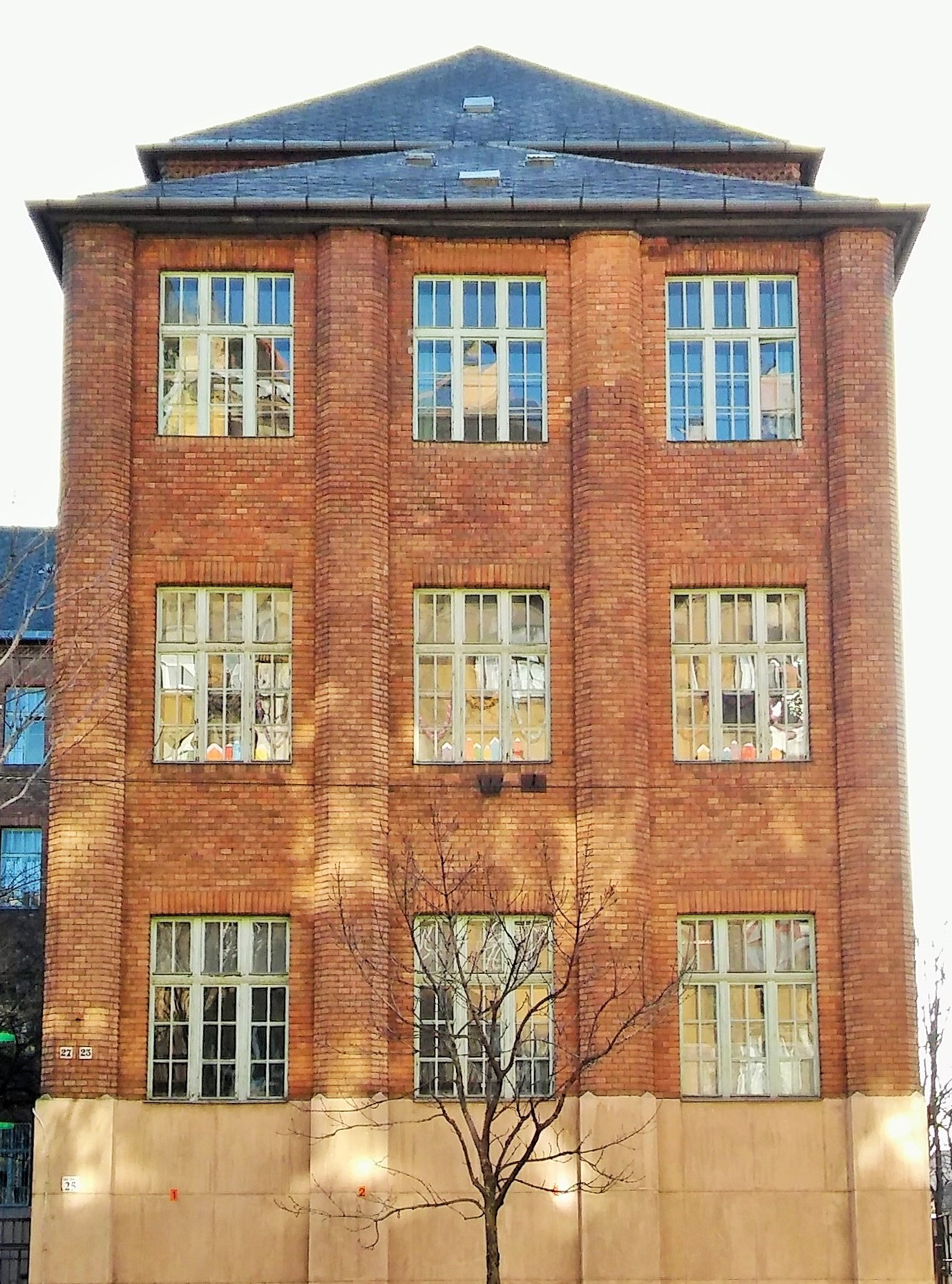
Vajda Péter utcai iskola (részlet)
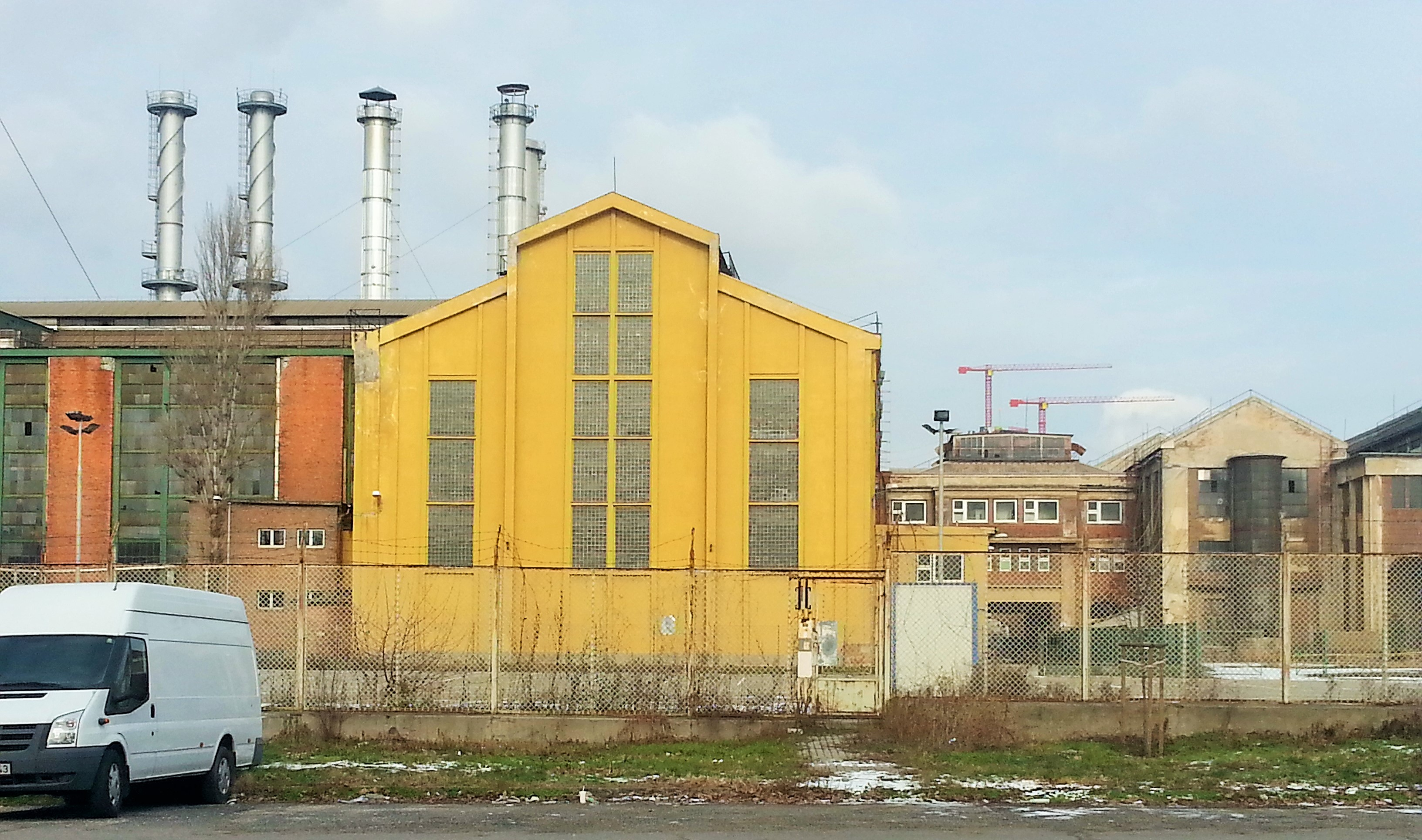
Kelenföldi Erőmű (részlet)
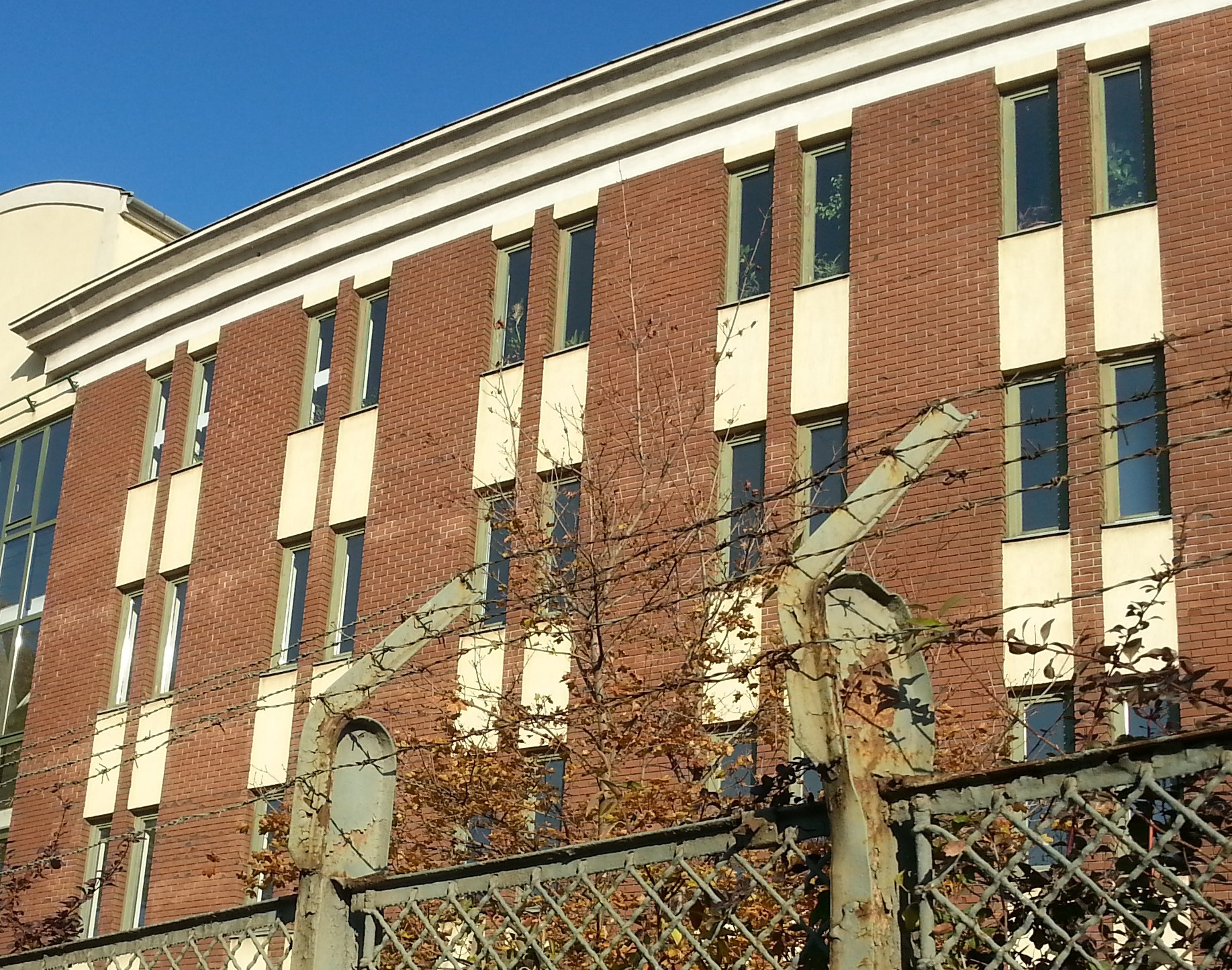
Kelenföldi Erőmű (részlet)
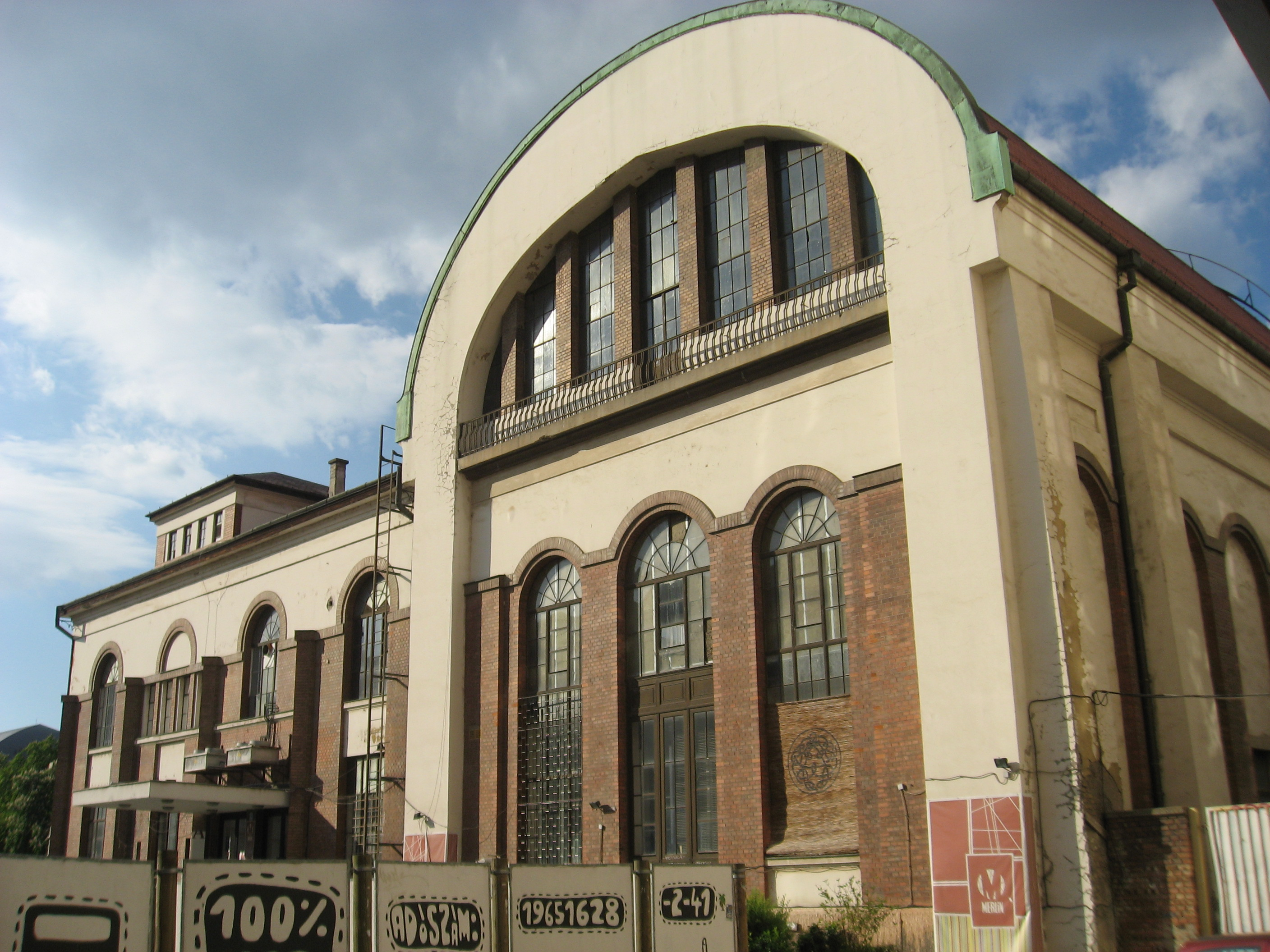
Belvárosi Katasztrófavédelmi Őrs, V. kerületi Tűzőrség
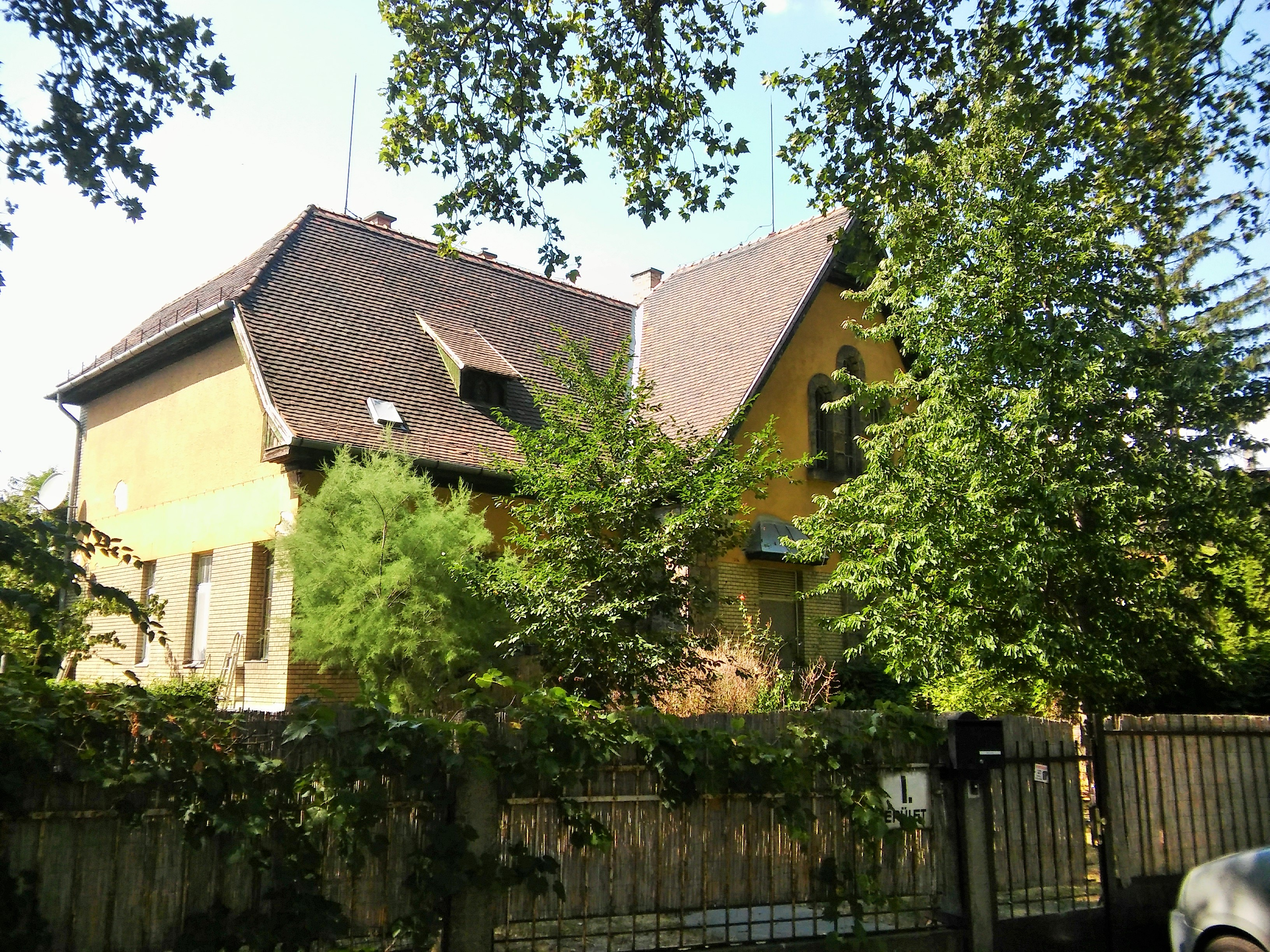
Óbuda Gázgyári Tisztviselőtelep (részlet)
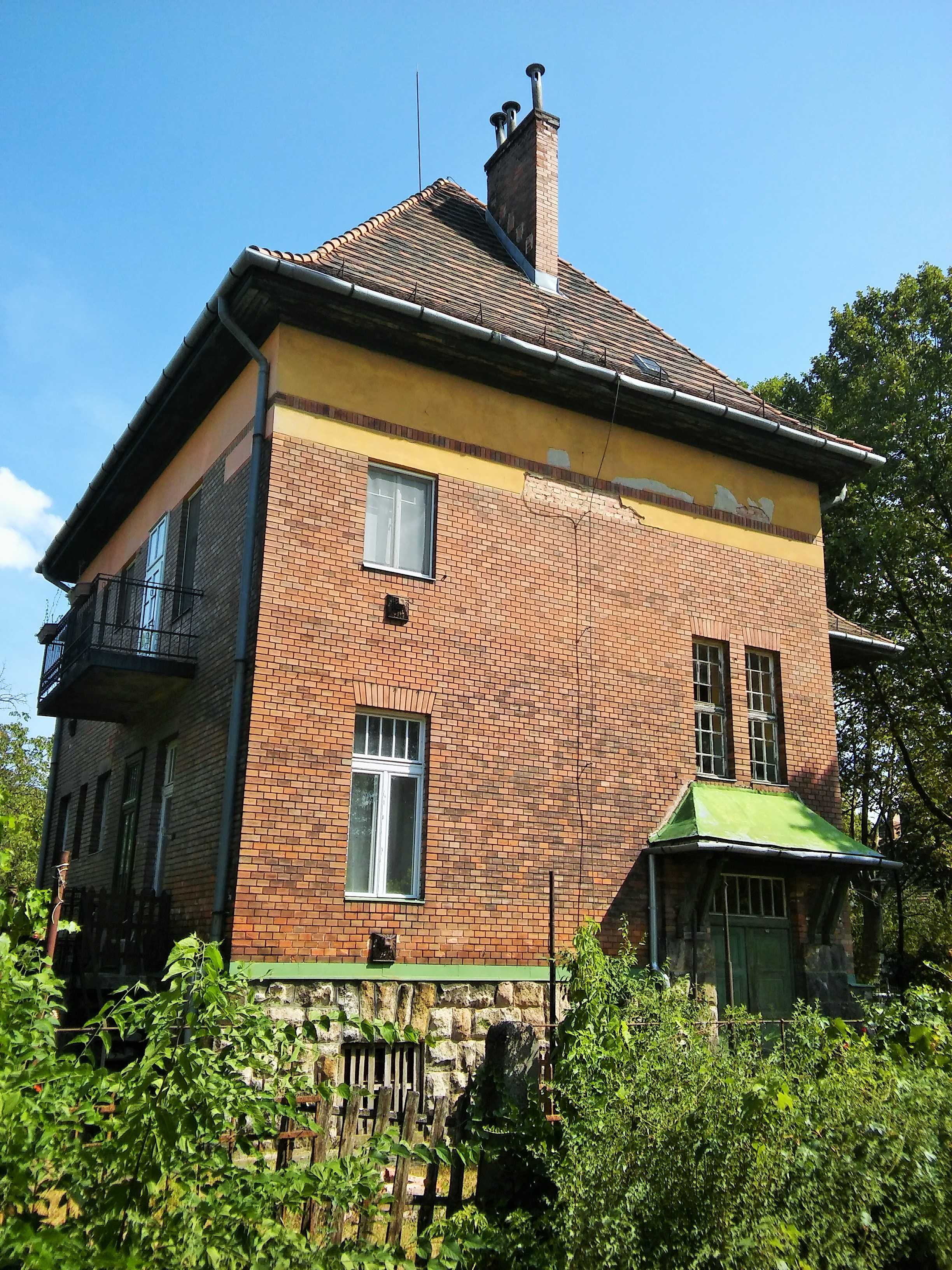
Óbuda Gázgyári Tisztviselőtelep (részlet)
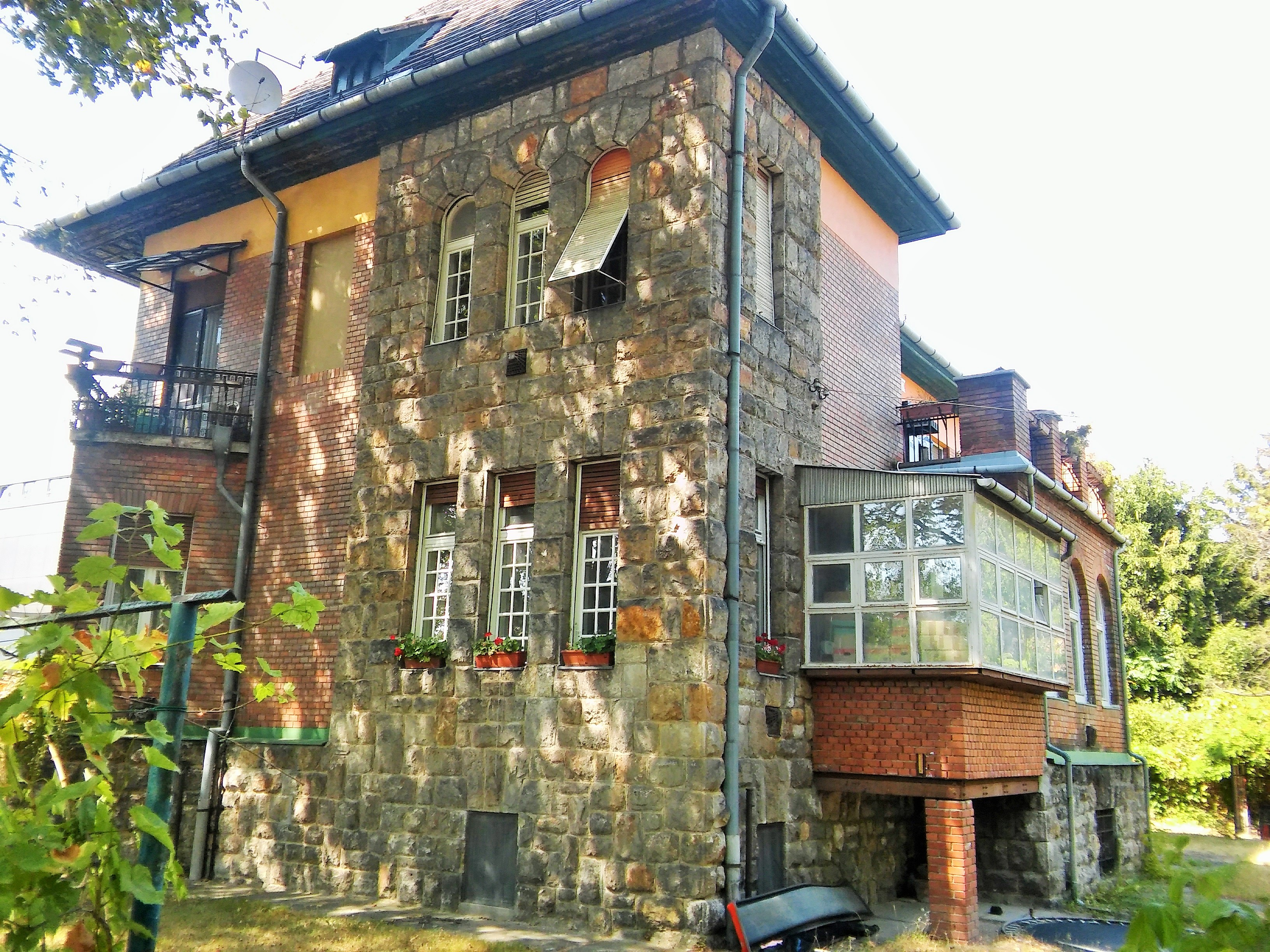
Óbuda Gázgyári Tisztviselőtelep (részlet)
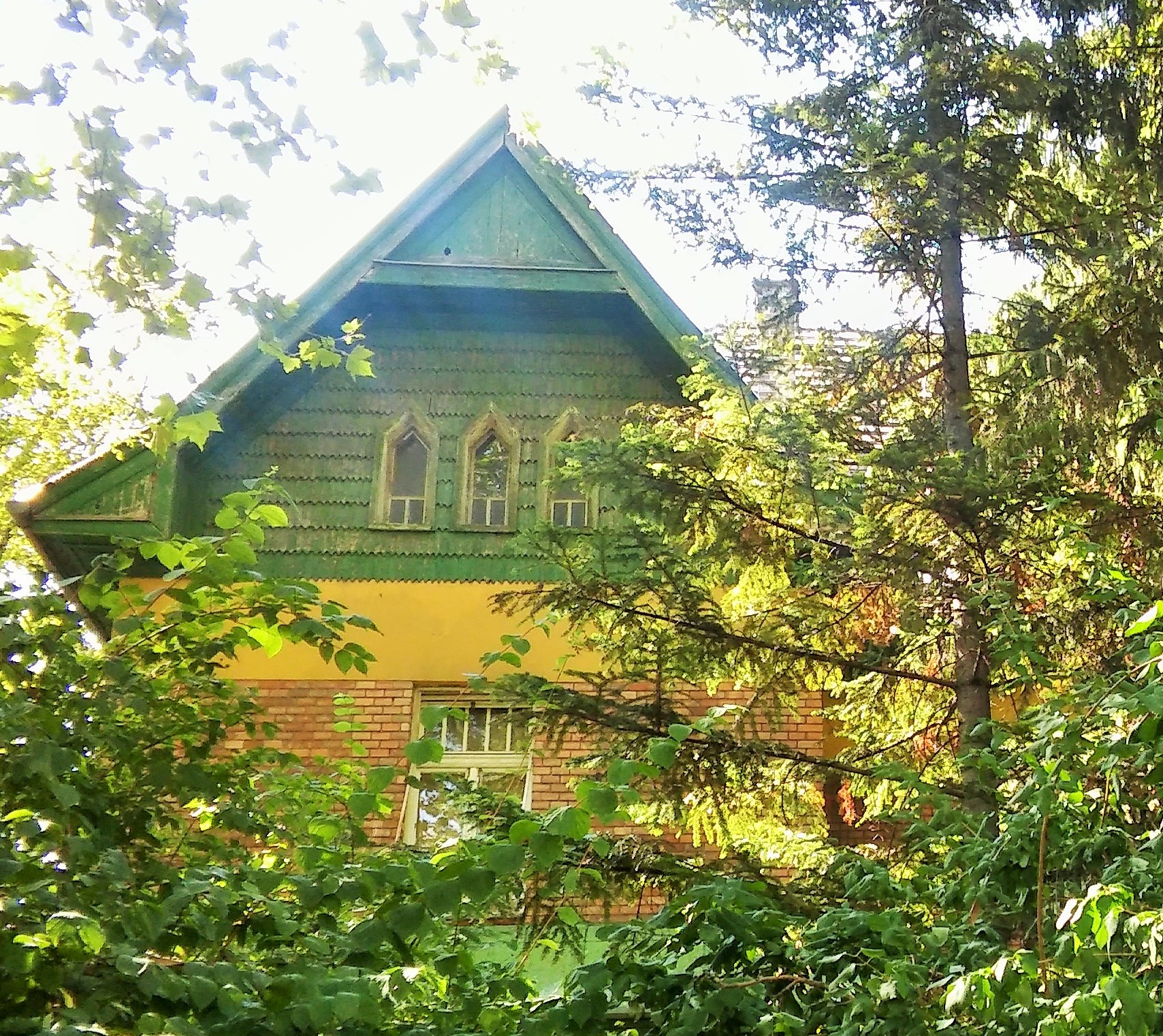
Óbuda Gázgyári Tisztviselőtelep (részlet)